# Bartlett (Kansas)
Pour les articles homonymes, voir Bartlett.
Bartlett est une municipalité américaine située dans le comté de Labette au Kansas.
Lors du recensement de 2010, sa population est de 80 habitants. La municipalité s'étend alors sur une superficie de 0,13 mille carré (0,34 km2).
Le bureau de poste de Barlett ouvre en 1886. Il est nommé en l'honneur d'A. G. Barlett qui donna des terres pour la construction de la gare.